# Vale do Mutou
O Vale Mutou é um vale localizado nas Montanhas Flamejantes da China, próximo à antiga cidade oásis Xinjiang. Sob um penhasco do no Vale de Mutou, estão localizadas as cavernas de Buda de Bezeklik, um complexo de templos de cavernas budistas datadas do século V a século IX.